# Afroinsectiphilia
Gli Afroinsectiphilia ("mangiatori africani d'insetti") sono un clade proposto dagli studiosi per una nuova classificazione filogenetica dei Mammiferi, basata sui risultati delle recenti analisi del DNA.
Tale clade comprenderebbe tenrec (Tenrecidae), talpe dorate (Chrysochloridae) e toporagni elefante (Macroscelidae), in passato ascritti all'ordine polifiletico degli Insettivori, oltre all'oritteropo, in passato considerato più che altro (come anche i macroscelidi, secondo alcuni studiosi) un ungulato primitivo imparentato con gli elefanti. In effetti, il gruppo filogeneticamente più vicino a questo clade è quello dei Paenungulata, contenente per l'appunto elefanti, procavie e lamantini, assieme al quale gli Afroinsectiphilia vanno a costituire il gruppo degli Afrotheria.
Nella classificazione tradizionale, basata su criteri morfologici, l'oritteropo (secondo alcuni da classificare in un clade a sé stante, quello degli Pseudungulata) ed i Paenungulata vengono considerati parte del superordine degli Ungulati.

## Tassonomia
- Gruppo Afrotheria
  - Clade Afroinsectiphilia
    - Ordine Afrosoricida
      - Sottordine Tenrecomorpha (tenrec)
      - Sottordine Chrysochloridea (talpe dorate)

    - Ordine Macroscelidea (toporagni elefante)
    - Ordine Tubulidentata (oritteropo)